# Обозовка
Обозовка (укр. Обозівка) — село на Украине, находится в Погребищенском районе Винницкой области.
Код КОАТУУ — 0523482202. Население по переписи 2001 года составляет 94 человека. Почтовый индекс — 22232. Телефонный код — 4346.
Занимает площадь 0,076 км².

## Адрес местного совета
22235, Винницкая область, Погребищенский р-н, с. Збаржевка, ул. Школьная, 2